# Artoria gloriosa
Artoria gloriosa is een spinnensoort in de taxonomische indeling van de wolfspinnen (Lycosidae).
Het dier behoort tot het geslacht Artoria. De wetenschappelijke naam van de soort werd voor het eerst geldig gepubliceerd in 1920 door William Joseph Rainbow.